# Wanda d'Isidoro
Wanda d'Isidoro (Boston, Massachusetts,  Estados Unidos; 20 de octubre de 1977) es una actriz, bailarina y presentadora de televisión venezolana.

## Carrera

### 1994-1997: Primeros años e inicios de su carrera artística
Comenzó en Venevisión, en El circo de las cómplices, donde participó en un concurso llamado “Alicia en el País de las Maravillas”, hasta que tuvo la oportunidad de animar en El Club de los Tigritos. Previo a ello, participó como modelo junto a Jalymar Salomón en el programa de concursos La Caravana del Dinero.

### 1997-2011: Debut en las telenovelas trabajos con Venevisión y Radio Caracas Televisión
En 1997 debuta en la actuación con la telenovela Destino de mujer, donde interpretó a Thaís Santana, una nadadora artística.
En el año 2000 regresa a Venevisión en la telenovela Hechizo de amor en el papel de Mabel Alcántara
En el año 2001 realiza su primer papel como protagonista en la telenovela de Venevisión Más que amor, frenesí en la que interpreta a Virginia Fajardo de Lara.
3 años Después en el 2004 ingresa a Radio Caracas Televisión apareciendo en la telenovela ¡Qué buena se puso Lola! interpretando el papel de Mary Poppins
De 2004-2005 aparece en la telenovela de Radio Caracas Televisión, Mujer con pantalones interpretando a Leticia Hewson.
En 2005 aparece en la película argentina Nunca te diré adiós interpretando a Fanny Colmenáres
Ese mismo año apareció en la telenovela de Radio Caracas Televisión,Amor a palos.
Durante el año 2006-2007 apareció Te tengo en salsa interpretando a Beatrice Perroni.
Para el año 2009 regresa a Venevisión en la telenovela Los misterios del amor interpretando a Vanessa García de Acosta.
En el año 2011 regresa a Radio Caracas Televisión en la telenovelaQue el cielo me explique

### 2010-presente: Proyectos internacionales
Fue contratada por la cadena Telemundo en el año 2010 para actuar en El fantasma de Elena, que se grabó en Miami, Florida.
Durante el año 2011-2012 apareció en la telenovela de Telemundo Una Maid en Manhattan
En 2012 interpretó a Priscila en la serie de Nickelodeon, Grachi durante la segunda temporada del programa.
Durante el año 2012-2013 realizó su primer papel antagónico en El rostro de la venganza.
De 2013-2014  formó parte de la superproducción de Telemundo Santa diabla (personificando a Bárbara Cano, la villana principal), telenovela que se estrenó en agosto del 2013, compartiendo créditos con Gaby Espino, Aarón Díaz, Carlos Ponce y Ximena Duque
En 2014 interpretó a Susana Santillana en la telenovela Reina de corazones, una bellísima dama de sociedad, junto a Pablo Azar, compartiendo créditos con Paola Núñez, Eugenio Siller, Juan Soler y Catherine Siachoque.
Tres años después en el 2017 aparece como estrella invitada en la telenovela de Telemundo La fan.
Ese mismo año aparece en la serie de antología Milagros de Navidad.
Después de estar alejada por 12 años de la televisión Venezolana regresa a Venevisión en la teleserie Dramáticas realizando una participación especial junto a su compañera de El Club de los Tigritos,Jalymar Salomón

## Vida personal
D'Isidoro tiene un hijo llamado Andrea Valentino, nacido en 2020, con su pareja Ender Thomas.

## Filmografía
| Año       | Título                   | Personaje                        |
| --------- | ------------------------ | -------------------------------- |
| 2023      | Dramáticas               | Fernanda                         |
| 2017      | Milagros de Navidad      | Claudia De del Castillo          |
| 2017      | La fan                   | Guadalupe "Lupita" Casares       |
| 2014      | Reina de corazones       | Susana Santillana de Rosas       |
| 2013-2014 | Santa diabla             | Bárbara Cano de Millán (Villana) |
| 2012-2013 | El rostro de la venganza | Verónica Baeza (Villana)         |
| 2012      | Grachi                   | Priscila                         |
| 2011-2012 | Una Maid en Manhattan    | Catalina Lucero                  |
| 2011      | Que el cielo me explique | Elena Flores                     |
| 2010-2011 | El fantasma de Elena     | Laura Luna                       |
| 2009      | Los misterios del amor   | Vanessa García de Acosta         |
| 2006-2007 | Te tengo en salsa        | Beatrice Perroni                 |
| 2005      | Amor a palos             | Dolores                          |
| 2005      | Nunca te diré adiós      | Fanny Colmenáres                 |
| 2004-2005 | Mujer con pantalones     | Leticia Hewson                   |
| 2004      | ¡Qué buena se puso Lola! | Mary Poppins                     |
| 2001      | Más que amor, frenesí    | Virginia Fajardo de Lara         |
| 2000      | Hechizo de amor          | Mabel Alcántara                  |
| 1997-1998 | Destino de mujer         | Thaís Santana                    |
| 1994-1997 | El Club de los Tigritos  | Ella misma Animadora             |
| 1993      | La isla de los Tigritos  |                                  |